# Anne-Élisabeth de Lorraine
Anne-Élisabeth de Lorraine, née le 6 août 1649 et morte le 5 août 1714 au château de Bar-le-Duc, est une princesse de la maison de Lorraine.

## Biographie
Arrière-petite-fille en ligne légitimée du roi Henri IV de France, elle est la petite-fille de Catherine-Henriette de Bourbon, fille légitimée que le roi a eu de Gabrielle d'Estrées. La princesse est la fille aînée de Charles de Lorraine, duc d'Elbeuf, chef de la branche française de la Maison de Lorraine et d'Anne Élisabeth de Lannoy.

## Mariage et descendance
En 1669, elle épouse Charles-Henri de Lorraine, prince de Vaudémont (1649-1723), fils naturel de Charles IV, duc de Lorraine et de Béatrix de Cusance.
De ce mariage naît :
- Charles-Thomas de Lorraine (1670-1704), prince de Commercy.